# Селина, Анна
Анна Селина (род. в 1990, Москва) — российская современная художница. Входит в ТОП 100 молодых художников России по версии InArt.
Анна Селина (род. в 1990, Москва) — российская современная художница. Входит в ТОП 100 молодых художников России по версии InArt. Выпускница МГАХУ 1905 года и  МГАХИ имени В. И. Сурикова в мастерской  современного искусства под руководством  Айдан Салаховой. Закончила Свободные мастерские в ММОМА.
В данный момент сотрудничает с 11.12 Gallery. В 2015 году вступила в Творческий Союз Художников России и Международной Федерации Художников
У художницы за плечами две персональных выставки (" Сад ангедонии" 2018, "Why So Serious?» 2019), участие в арт ярмарках в Майами ( Wynwood Miami), в Москве (Art Russia) и участие во многих групповых проектах.
Техника художницы-необычная. Это сочетание техник средневековых мастеров и смелого  современного академического письма.
Выставки :
2020 "Art Russia fair" ярмарка современного искусства, гостиный двор, Москва
"Cosmoscow" ярмарка современного искусства, Гостиный двор
"Арт- Блазар", ярмарка модно современного искусства, музей Москвы
"Para bellum" межрегиональный выставочный проект, в галерее "Артэтаж", Владивосток
"Зеркала и зазеркалье", международный выставочный проект, Музей искусства Санкт-Петербурга XX-XXI веков, Санкт-Петербург, 2020-2021
2019 персональная выставка "Why so serious" в 11.12 Gallery, "Полосатый рейс" 11.12 Gallery
Арт ярмарка Wynwood Miami, Майами "The Process. New Academy" цех Белого, Винзавод, Москва
2018 персональная выставка «Сад Ангедонии» в 11.12 Gallery, "Актуальная Россия. Игра в классиков" Всероссийский музей декоративно-прикладного и народного искусства, Москва
2017     "На стороне человека", галерея "Здесь" на Таганке, Москва

2016     "Июнь 22. На стороне человека", Европейский центр изобразительных искусств, Братислава, Словакия
2016     "Я хочу", Айдан Студия, Винзавод, Москва

2015    "Эгоцентрия", цех Красного, Винзавод, Москва,  "Онлайн/Оффлайн", Айдан Студия, Винзавод, Москва

## Биография
Окончила Московский художественный институт имени В. И. Сурикова и Московское государственное академическое художественное училище памяти 1905 года.
В данный момент сотрудничает с 11.12 Gallery.
Работает преподавателем в Perotti School

## Выставки

### 2018
- с 5 июня до 15 июля — персональная выставка «Сад Ангедонии» в 11.12 Gallery[4].

### 2017
- до 2 ноября — персональная выставка «Отражение» в творческом кластере Артмуза (Санкт-Петербург)[5]